# Algoritmo de De Boor
En el subcampo matemático del análisis numérico, el algoritmo de De Boor  es un algoritmo de tiempo polinomial y numéricamente estable para evaluar curvas spline en forma B-spline. Es una generalización del algoritmo Casteljau para las curvas de Bézier. El algoritmo fue ideado por Carl R. De Boor. Se han creado variantes simplificadas y potencialmente más rápidas del algoritmo de De Boor, pero sufren una estabilidad comparativamente menor.

## Introducción
El algoritmo de De Boor es un esquema eficiente y numéricamente estable para evaluar una curva  spline {\displaystyle \mathbf {S} (x)} en posición {\displaystyle x}. La curva se construye a partir de una suma de funciones B-spline {\displaystyle B_{i,p}(x)} multiplicada con valores vectoriales potencialmente constantes {\displaystyle \mathbf {c} _{i}}, llamados puntos de control. 
{\displaystyle \mathbf {S} (x)=\sum _{i}\mathbf {c} _{i}B_{i,p}(x).}
Las B-splines de orden {\displaystyle p+1} son funciones polinómicas unitarias de grado {\displaystyle p} definidas sobre una cuadrícula de nudos {\displaystyle {t_{0},\dots ,t_{i},\dots ,t_{m}}} (se utilizan índices basados en cero en adelante). El algoritmo de De Boor utiliza operaciones O(p2) + O(p) para evaluar la curva de spline. Nota: El artículo principal sobre B-splines y las publicaciones clásicas utilizan una notación diferente: la B-spline es indexada como {\displaystyle B_{i,n}(x)}{\displaystyle n=p+1}.

## Soporte local
Las B-splines tienen soporte local, lo que significa que los polinomios son positivos solamente en un ámbito finito y cero en otros lugares. La fórmula de recursión Cox-De Boor  muestra esto:
{\displaystyle B_{i,0}(x):=\left\{{\begin{matrix}1&\mathrm {si} \quad t_{i}\leq x<t_{i+1}\\0&\mathrm {de\quad otra\quad forma} \end{matrix}}\right.}
{\displaystyle B_{i,p}(x):={\frac {x-t_{i}}{t_{i+p}-t_{i}}}B_{i,p-1}(x)+{\frac {t_{i+p+1}-x}{t_{i+p+1}-t_{i+1}}}B_{i+1,p-1}(x).}
Permitiendo que el índice {\displaystyle k} defina el intervalo de nudos que contiene la posición,  {\displaystyle x\in [t_{k},t_{k+1}]}. Podemos ver en la fórmula de recursión que solo B-splines con {\displaystyle i=k-p,\dots ,k}  no son ceros para este intervalo de nudos. Así, la suma se reduce a:
{\displaystyle \mathbf {S} (x)=\sum _{i=k-p}^{k}\mathbf {c} _{i}B_{i,p}(x).}
De {\displaystyle i\geq 0} se deduce que {\displaystyle k\geq p}. Del mismo modo, vemos en la recursividad que la ubicación del nudo más alto está en el índice {\displaystyle k+1+p} . Esto significa que cualquier intervalo de nudos {\displaystyle [t_{k},t_{k+1})} que se use realmente debe tener al menos {\displaystyle p} nudos adicionales antes y después. En un programa de computadora, esto generalmente se logra repitiendo la primera y la última ubicación de nudo utilizada {\displaystyle p} veces. Por ejemplo, para  {\displaystyle p=3} y ubicaciones de nudos reales {\displaystyle (0,1,2)}, uno podría rellenar el vector de nudos como {\displaystyle (0,0,0,0,1,2,2,2,2)}.

## El algoritmo
Con estas definiciones, ahora podemos describir el algoritmo de De Boor . El algoritmo no calcula las funciones de las B-splines {\displaystyle B_{i,p}(x)} directamente. En cambio  evalúa {\displaystyle \mathbf {S} (x)} a través de una fórmula de recursión equivalente.
Deja a {\displaystyle \mathbf {d} _{i,r}} ser un nuevo punto de control con {\displaystyle \mathbf {d} _{i,0}:=\mathbf {c} _{i}} para {\displaystyle i=k-p,\dots ,k}. Para {\displaystyle r=1,\dots ,p}  la siguiente recursión es aplicada:
{\displaystyle \mathbf {d} _{i,r}=(1-\alpha _{i,r})\mathbf {d} _{i-1,r-1}+\alpha _{i,r}\mathbf {d} _{i,r-1};\quad i=k-p+r,\dots ,k}
{\displaystyle \alpha _{i,r}={\frac {x-t_{i}}{t_{i+1+p-r}-t_{i}}}.}
Una vez las iteraciones están completas,  tenemos {\displaystyle \mathbf {S} (x)=\mathbf {d} _{k,p}}, esto significa que {\displaystyle \mathbf {d} _{k,p}} es el resultado deseado.
El algoritmo De Boor es más eficaz que un cálculo explícito de B-splines {\displaystyle B_{i,p}(x)}  con la fórmula de recursión Cox-De Boor, porque no calcula términos que están garantizados para ser multiplicados por cero.

## Optimizaciones
El algoritmo anterior no está optimizado para la implementación en un ordenador. Requiere memoria para {\displaystyle (p+1)+p+\dots +1=(p+1)(p+2)/2} puntos de control provisional {\displaystyle \mathbf {d} _{i,r}}. Cada punto de control provisional es escrito exactamente una vez y leídos dos veces. Al invertir la iteración sobre {\displaystyle i} (contando hacia abajo, en vez de hacia arriba),  podemos ejecutar el algoritmo con memoria para solo {\displaystyle p+1} puntos de control provisionales, permitiendo a {\displaystyle \mathbf {d} _{i,r}} reutilizar la memoria para {\displaystyle \mathbf {d} _{i,r-1}}. De modo parecido, hay solo un valor de {\displaystyle \alpha } utilizado en cada paso, de manera que podemos reutilizar la memoria también.
Además,  es más conveniente utilizar un índice basado en cero {\displaystyle j=0,\dots ,p} para los puntos de control provisionales. La relación al índice anterior es {\displaystyle i=j+k-p}. Por ello  obtenemos el algoritmo mejorado:
Sea {\displaystyle \mathbf {d} _{j}:=\mathbf {c} _{j+k-p}} para {\displaystyle j=0,\dots ,p}.  Iterar para {\displaystyle r=1,\dots ,p}:
{\displaystyle \mathbf {d} _{j}:=(1-\alpha _{j})\mathbf {d} _{j-1}+\alpha _{j}\mathbf {d} _{j};\quad j=p,\dots ,r\quad }({\displaystyle j} debe ser contado hacia abajo)
{\displaystyle \alpha _{j}:={\frac {x-t_{j+k-p}}{t_{j+1+k-r}-t_{j+k-p}}}.}
Después que las iteraciones se completan, el resultado es {\displaystyle \mathbf {S} (x)=\mathbf {d} _{p}}.

## Implementación de ejemplo
El código siguiente en el lenguaje de programación de Python es una implementación inocente ("naive") del algoritmo optimizado.
```
def
 
deBoor
(
k
:
 
int
,
 
x
:
 
int
,
 
t
,
 
c
,
 
p
:
 
int
):

    
"""Evaluates S(x).

    Arguments

    ---------

    k: Index of knot interval that contains x.

    x: Position.

    t: Array of knot positions, needs to be padded as described above.

    c: Array of control points.

    p: Degree of B-spline.

    """

    
d
 
=
 
[
c
[
j
 
+
 
k
 
-
 
p
]
 
for
 
j
 
in
 
range
(
0
,
 
p
+
1
)]

    
for
 
r
 
in
 
range
(
1
,
 
p
+
1
):

        
for
 
j
 
in
 
range
(
p
,
 
r
-
1
,
 
-
1
):

            
alpha
 
=
 
(
x
 
-
 
t
[
j
+
k
-
p
])
 
/
 
(
t
[
j
+
1
+
k
-
r
]
 
-
 
t
[
j
+
k
-
p
])

            
d
[
j
]
 
=
 
(
1.0
 
-
 
alpha
)
 
*
 
d
[
j
-
1
]
 
+
 
alpha
 
*
 
d
[
j
]

    
return
 
d
[
p
]

```

## Código de ordenador
- PPPACK: Contiene muchos spline algoritmos en Fortran
- GNU Biblioteca científica: C-biblioteca, contiene un sub-biblioteca para splines ported de PPPACK
- SciPy: Pitón-biblioteca, contiene un sub-biblioteca scipy.interpolate Con spline las funciones basaron en FITPACK
- TinySpline: C-biblioteca para splines con un C++ wrapper y encuadernaciones para C#, Java, Lua, PHP, Pitón, y Ruby
- Einspline: C-biblioteca para splines en 1, 2, y 3 dimensiones con Fortran wrappers